# Legge di Boyle-Mariotte

Animazione che spiega la legge di Boyle-Mariotte

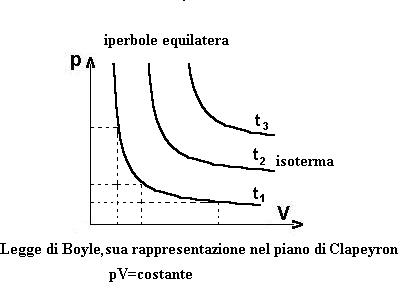
Rappresentazione isoterma della legge di Boyle

In termodinamica la legge di Boyle e Mariotte o semplicemente legge di Boyle (legge di trasformazione isotermica) afferma che in condizioni di temperatura costante  la pressione di un gas perfetto è inversamente proporzionale al suo volume, ovvero che il prodotto della pressione del gas per il volume da esso occupato è costante:
V= 1 / p
oppure ... 
{\displaystyle p\cdot V=\mathrm {costante} }
oppure:
{\displaystyle p_{1}\cdot V_{1}=\mathrm {p_{2}\cdot V_{2}} }
Tale costante è funzione (crescente) della temperatura assoluta, della natura del gas e del numero di moli.
La legge può essere scritta anche con la seguente notazione più completa:
{\displaystyle \Delta (p\cdot V)_{(T=cost.)}=0}
nella quale viene indicato che la legge vale a temperatura costante, ovvero che la costante varia con la temperatura.

## Storia
La legge di Boyle-Mariotte fu enunciata per la prima volta da Robert Boyle (1627-1691), che nel 1662 pubblicò "A Defence of the Doctrine Touching the Spring And Weight of the Air".
Questa legge venne riformulata in modo più preciso nel 1676 da Edme Mariotte (1620-1684), che confermando i dati di Boyle specificò che la legge vale soltanto se la temperatura del gas è costante.
Al gas, che spontaneamente tende ad espandersi, viene applicata una forza peso che lo mantiene compresso.
Il grafico qui sotto riporta i dati dell'esperimento originale di Boyle; sull'asse delle x è riportato il volume espresso nelle unità del tempo in pollici cubi, mentre l'asse delle y riporta l'altezza della colonna di mercurio in pollici, che per la legge di Stevin è proporzionale alla pressione a cui è sottoposto il gas. In questi dati il prodotto della pressione per il volume è effettivamente costante con un errore percentuale dell'1,4%.

## Condizioni di validità

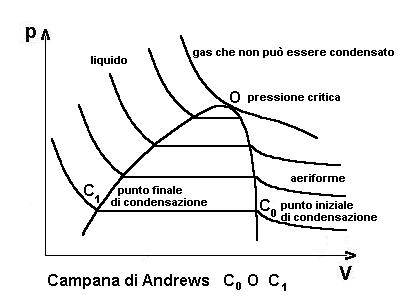
Campana di Andrews

La legge di Boyle e Mariotte è sperimentalmente verificata per gas che si comportano come un gas ideale, oppure per gas in condizioni di pressione non troppo elevate (gas rarefatto) e temperature non troppo prossime alla temperatura di liquefazione.
La legge non è valida per i liquidi, il cui volume varia assai poco con il variare della pressione (la variazione di densità è del tutto trascurabile fino a livelli di pressione veramente elevati). Inoltre, ad esempio nel mare, al crescere della profondità aumenta la pressione, ma la temperatura diminuisce (anziché aumentare) fino a stabilizzarsi oltre i 100-200 metri.
Rappresentazione grafica di queste condizioni è la campana di Andrews.

## Esempi di applicazione
La legge di Boyle e Mariotte nella forma sintetica con l'operatore differenza:
{\displaystyle \Delta (p\cdot V)=0}
può essere espressa come:
{\displaystyle p_{2}\cdot V_{2}-p_{1}\cdot V_{1}=0}
ovvero:
{\displaystyle p_{1}\cdot V_{1}=p_{2}\cdot V_{2}}
dove {\displaystyle V_{1}} e {\displaystyle V_{2}} rappresentano i valori del volume che assume il gas in una trasformazione isoterma durante la quale la pressione passa dal valore {\displaystyle p_{1}} al valore {\displaystyle p_{2}}. I pedici {\displaystyle 1} e {\displaystyle 2} indicano quindi lo stato termodinamico del gas prima della trasformazione e a trasformazione avvenuta, essendo {\displaystyle T_{1}=T_{2}}.
La legge di Boyle e Mariotte può essere quindi sfruttata nel caso di trasformazioni isoterme per ricavare:
- il volume del gas a trasformazione avvenuta, applicando la formula: {\displaystyle V_{2}={\frac {p_{1}\cdot V_{1}}{p_{2}}}}
- la pressione del gas a trasformazione avvenuta, applicando la formula: {\displaystyle p_{2}={\frac {p_{1}\cdot V_{1}}{V_{2}}}}
- il volume del gas prima della trasformazione, applicando la formula: {\displaystyle V_{1}={\frac {p_{2}\cdot V_{2}}{p_{1}}}}
- la pressione del gas prima della trasformazione, applicando la formula: {\displaystyle p_{1}={\frac {p_{2}\cdot V_{2}}{V_{1}}}}

### Immersioni subacquee
La legge di Boyle e Mariotte costituisce uno dei fondamenti sui quali poggia la tecnica e la tecnologia dell'immersione. Infatti il comportamento di un gas (nella fattispecie aria o miscele) è in funzione della pressione idrostatica a cui è sottoposto e le modificazioni del suo volume mostrano l'applicazione pratica della legge. L'esempio classico è costituito dalla campana subacquea pneumatica consistente in un cilindro cavo all'interno e pieno d'aria con l'estremità inferiore aperta che viene calato verticalmente in acqua a profondità progressivamente crescenti.
Alla profondità di 10 metri la pressione ambientale raddoppia passando da 1 bar della superficie a 2 bar, l'acqua penetra quindi nella campana riducendo il volume dell'aria in essa contenuta della metà. Per avere un ulteriore dimezzamento di volume dell'aria (cioè 1⁄4 del volume originale) si dovrà calare la campana quindi a 30 metri di profondità, dove la pressione è di 4 bar (1 bar della superficie + 1 bar per ogni 10 metri).